# Rhaphistomellidae
De Rhaphistomellidae zijn een familie van uitgestorven weekdieren uit de klasse van de Gastropoda (slakken).